# 징징이
징징이(영어: Squidward Q. Tentacles)는 미국의 코미디 TV 애니메이션 시리즈 작품인 《스폰지밥 네모바지》의 등장인물로 성우는 로저 범패스이다. 징징이는 미국의 해양 생물학자이자 애니메이터인 스티븐 힐런버그가 디자인하였고, 1999년 5월 1일에 방송된 네모바지 스폰지밥 시즌 1의 〈직원모집〉(영어: Help Wanted) 에피소드에서 처음 등장하였다.
스퀴드워드(영어: Squidward)라는 영문 이름에서 스퀴드(영어: Squid)는 영어로 오징어를 뜻하나 스폰지밥 제작진에 따르면 그는 의인화된 문어이다. 징징이는 스폰지밥의 파인애플 집과 뚱이의 바위 집 사이에 있는 모아이 모양의 집에서 살고 있으며, 성격은 불쾌하고 조작적이고 허영심이 있으며, 냉소적이고 적대적으로 묘사되며, 그는 끊임없이 귀찮고 시끄러운 행동을 하는 이웃들을 경멸한다. 그러나 이웃들은 그가 자신들에 대해 반감을 가지고 있다는 것을 인지하지 못하고 친구로 대한다. 징징이는 집게리아에서 계산원으로 근무하고 있으며, 집게리아를 그다지 좋아하지 않는다.
캐릭터 관련 전문가들이나 팬인 비평가들은 징징이에 대해 긍정적인 반응을 보였다. 징징이는 많은 네모바지 스폰지밥 출판물, 완구 및 기타 상품들에 등장하였다. 그는 2004년에 개봉한 장편 영화인 《보글보글 스폰지밥》과 2015년에 개봉한 영화 《스폰지밥 3D》에도 등장하였다.

## 개요
징징이는 매우 불행하고 필사적이며 다소 우울하고 커트하고 오만하고 때로는 이기적이고 게으른 청록색 문어로 묘사된다. 안정적이고 평화로운 분위기를 좋아하는 성격으로, 집에 자신의 모습을 그린 자화상이나 조각상도 많은 편이다. 취미는 음악 감상과 클라리넷 연주, 독서, 그림 그리기, 수집, 정원 가꾸기 등이다. 수중 도시인 비키니 시티에 있는 모아이 석상 모양의 집에서 살고 있다. 자기 자신의 예술적 재능이 특출나다고 굳게 믿고 있지만, 주변 사람들의 생각은 정반대여서 종종 갈등을 빚기도 한다. 실상으로 예술적 재능보단 계산적, 이해타산적이며 현실적이고, 속물적이고 고상한 척하는 성격에 더 가깝다. 징징이는 스폰지밥과 뚱이, 그리고 집게사장을 매우 싫어해서 이들로 부터 벗어나기 위해, 이들을 피해 도망가는 습성이 있다. 학창 시절 동창이었던 라이벌 오징이는 심각하게 사이가 그다지 나쁜 것은 아니며 그에게 간절한 소원이 있다면, 그것은 스폰지밥, 뚱이, 집게사장이 없는 세상에서 사는 것이다. 같은 동포 사회인 오징어 무리들에게는 화를 잘 내지 않는 편이며, 동포들을 소중하게 생각한다. 스폰지밥을 혐오하며, 스폰지밥을 보면 히스테리 증상을 보이기도 한다. 자유로운 생활이 없으며, 집게리아에서는 집게사장과 스폰지밥에게, 집 근처에서는 스폰지밥과 뚱이에게 시달린다. 그러나 스폰지밥과 뚱이는 징징이가 자신들을 싫어한다는 것을 인지하지 못하고, 그를 친구로 여기고 있다.
상대방을 배려하는 성향이며 때로는 약간 비꼬기도 한다. 재즈(영어: Jazz)음악을 좋아하는 캐릭터이다. 평소 착하고 선량한 일반인이지만, 스폰지밥이나 뚱이에게는 불친절한 성격이며, 그들이 피해를 끼치기 때문이다. 평화주의자이며, 똑똑하고 자신과 비슷한 고상한 생활을 하는 성격을 좋아한다. 깐깐한 서유럽, 북유럽식 정서를 가졌으며, 남유럽, 동유럽 정서를 가진 스폰지밥, 뚱이, 집게사장과의 성격은 정반대이며, 자신의 고상한 생활을 방해하는 모든 것에 대해 냉소적이며, 때로는 잠깐 플랑크톤 상점의 사장인 플랑크톤에게 우호적인 면도 있었다. 스폰지밥으로부터 많은 피해를 받는 캐릭터이자, 스폰지밥을 이 만화에서 가장 혐오하는 캐릭터이다. 초기에는, 스폰지밥을 괴롭히는데 주력하였지만, 현재에는 오히려 스폰지밥에게 많은 피해를 받는다. 삐딱하고 까칠한 성격을 좋아하기도 하는데, "비정상이 좋아"편 또는 "까칠한 스폰지밥" 편에서는 잘해주기도 했다. 조금만 시끄럽게 떠들어도 금방 화를 불같이 내는 무서운 성격이기도 하다.
징징이는 자신의 평범한 삶에 만족하지 않으며 유명인 등의 높은 지위, 부, 머리카락, 예술에 대한 열정과 클라리넷 연주를 잘하는 음악가 또는 화가라는 화려한 경력을 갈망한다. 그러나 현재는 집게리아의 계산원으로 근무 중이다. 그는 그 직업에 만족하지 않으며 집게리아 소유주인 집게사장을 싫어하고, 스스로를 불쌍히 생각한다.
징징이는 평화와 자신의 예술적 재능을 인정받아 성공하는 것을 간절히 원하지만 그 소원은 잘 이루어지지 않는다. 또한 그는 자신이 재능이 있고, 더 높은 사회적 지위를 가질 자격이 있다고 생각하며, 음악에 대한 사랑을 가지고 있지만 여전히 그의 클라리넷 연주 실력은 좋지 않다. 일이 잘 풀리거나 기분이 좋을 땐 "라라리 라라랄 라라루"라는 노랫소리를 낸다.
미술에도 조예가 있어서 '대머리와 빛'이라는 작품을 그렸으나 쓰레기통에 투척되었다. 하지만 이를 본 시청자들이 이 그림을 실제로 그렸고 정말 낙찰되는 일이 벌어졌다.
징징이는 괴담/밈이 많다. "섞어랜드로 배달이요" 등 스폰지밥 에피소드에서 무서운 장면들이 현재는 괴담/밈으로 퍼지고 있다. 그리고 징징이 얼굴이 잘생긴 에피소드가 있는데 그 잘생긴 얼굴이 현재 인터넷에서 밈이 되었다. 

## 개발

### 창조와 디자인
스티븐 힐런버그는 어릴 시절 바다에 매료되어 예술적 능력을 개발하기 시작했다. 대학에서 그는 해양생물학을 전공했는데, 미술 쪽은 전공하지 않았다. 1984년 대학 졸업 후, 그는 해양 교육 기관인 대양 학회(Ocean Institute)에 입사하여 더 인터티덜 존(The Intertidal Zone)이라는 이름의 만화책을 만들었는데, 그것이 오늘날 스폰지밥 네모바지의 시초이다. 1987년, 스티븐 힐런버그는 애니메이션 부문에서 경력을 쌓기 위해 학회를 떠났다.
힐런버그가 캘리포니아 인스티튜트 오브 디 아츠에서 실험 애니메이션을 공부하고 몇 년 후, 그는 애니메이션 페스티벌에서 로코즈 모던 라이프의 창작자인 조 머래이를 만나게 된다. 머래이는 힐런버그에게 애니메이션 관련 일을 제안했다. 로코즈 모던 라이프의 작가 중 한 명인 마르틴 올선은 인터티덜 존(Intertidal Zone)을 읽고 힐런버그에게 유사한 개념의 TV 애니메이션 시리즈 작품을 만들 것을 권유했다. 그 때 힐런버그는 자신의 시리즈 작품을 만들지는 않았으나 곧 지금이 기회라는 것을 깨달았다. 로코즈 모던 라이프 제작이 끝난 직후인 1996년, 힐런버그는 스폰지밥 네모바지를 만들기 시작했다.

### 내용주
1. ↑  스티븐 힐런버그는 편의상 스퀴드워드의 팔을 6개로 디자인하였다. 스퀴드워드는 문어처럼 큰 구근 모양의 머리를 갖도록 고안 되었다. 제작자는 스퀴드워드의 구근의 머리가 심술궂은 이웃이라고 묘사하기 위해 그 특성을 고착시켰다.[1] 그러나 그렇게 돼서 나오는 이름인 '옥토워드'(Octoward)는 발음하기 불편해서 스퀴드워드(Squidward)라고 불린다는 것이 유력하다.[2]